# Bonnie Blairová
Bonnie Kathleen Blairová (* 18. března 1964 Cornwall, New York) je bývalá americká rychlobruslařka.
Na mezinárodních závodech debutovala v roce 1983, v roce 1984 se poprvé zúčastnila Zimních olympijských her (500 m – 8. místo) a Mistrovství světa ve sprintu (8. místo). V roce 1986 nastoupila do premiérového ročníku Světového poháru (SP) a na světovém sprinterském šampionátu získala první medaili – bronzovou. Druhý ročník sprinterských závodů na SP již ovládla a zvítězila v celkovém hodnocení jak na trati 500 m, tak na dvojnásobné distanci. Ze Zimních olympijských her 1988 si odvezla zlatou medaili za výhru v závodě na 500 m a bronzovou za třetí místo z tratě 1000 m. Na přelomu 80. a 90. let patřila k nejlepším rychlobruslařkám světa, neboť celkem jedenáctkrát vyhrála celkové hodnocení Světového poháru, získala celkově šest olympijských medailí (kromě těch z roku 1988 rovněž po dvou zlatých z Albertville a Lillehammeru) a z každého světového sprinterského šampionátu mezi lety 1986 a 1995 (vyjma ročníku 1991, kdy byla pátá) si odvezla medaili, z toho tři zlaté. Po sezóně 1994/1995 ukončila aktivní závodní kariéru.
V roce 1992 získala jako první žena v historii cenu Oscara Mathisena.
Je vdaná za bývalého amerického rychlobruslaře Davea Cruikshanka, se kterým má syna Granta a dceru Blair.